# Emanation from Below
Emanation from Below - debiutancki album studyjny polskiego zespołu deathmetalowego Deivos. Wydawnictwo ukazało się 11 listopada 2006 roku nakładem wytwórni muzycznej Empire Records. W 2008 roku nagrania zostały wznowione przez firmę Metal Mind Productions. Nagrania zostały zarejestrowane, zmiksowane i zmasterowane w białostockim Hertz Studio na przełomie stycznia i lutego 2006 roku.

## Lista utworów
Opracowano na podstawie materiału źródłowego.
1. "Blackness Incarnate" (muz. Tomasz Kołcoń, sł. Jarek Pieńkoś) - 05:51
2. "No Father of Mine" (muz. Tomasz Kołcoń, sł. Jarek Pieńkoś) - 02:21
3. "Realm of Desecration" (muz. Tomasz Kołcoń, sł. Jarek Pieńkoś) - 07:29
4. "War March" (muz. Tomasz Kołcoń, sł. Jarek Pieńkoś) - 04:52
5. "Divine Defilement" (muz. Tomasz Kołcoń, sł. Jarek Pieńkoś) - 04:01
6. "Battle for Dominance" (muz. Tomasz Kołcoń, sł. Jarek Pieńkoś) - 04:45
7. "Hatebound" (muz. Tomasz Kołcoń, sł. Jarek Pieńkoś) - 02:24

## Twórcy
Opracowano na podstawie materiału źródłowego
| - Jarosław Pieńkoś - gitara basowa, wokal - Tomasz Kołcoń - gitara - Piotr "Mścisław" Bajus - gitara - Krzysztof "Wizun" Saran - perkusja |  | - Sławomir Wiesławski - inżynieria, miksowanie, mastering - Wojciech Wiesławski - inżynieria, miksowanie, mastering - Andrzej Lenczuk - okładka, oprawa graficzna |